# Poruba (Orlová)
Poruba (deutsch Poremba, polnisch Poręba) ist ein Ortsteil der Stadt Orlová im Okres Karviná in Tschechien.

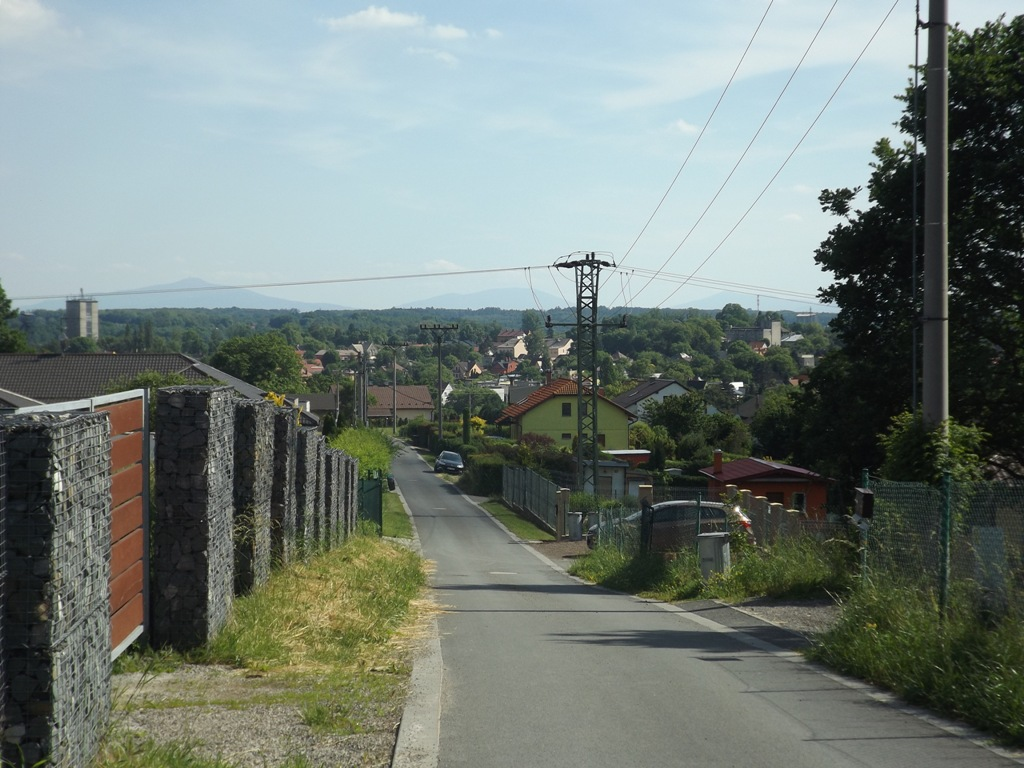
Eine Straße in Poruba

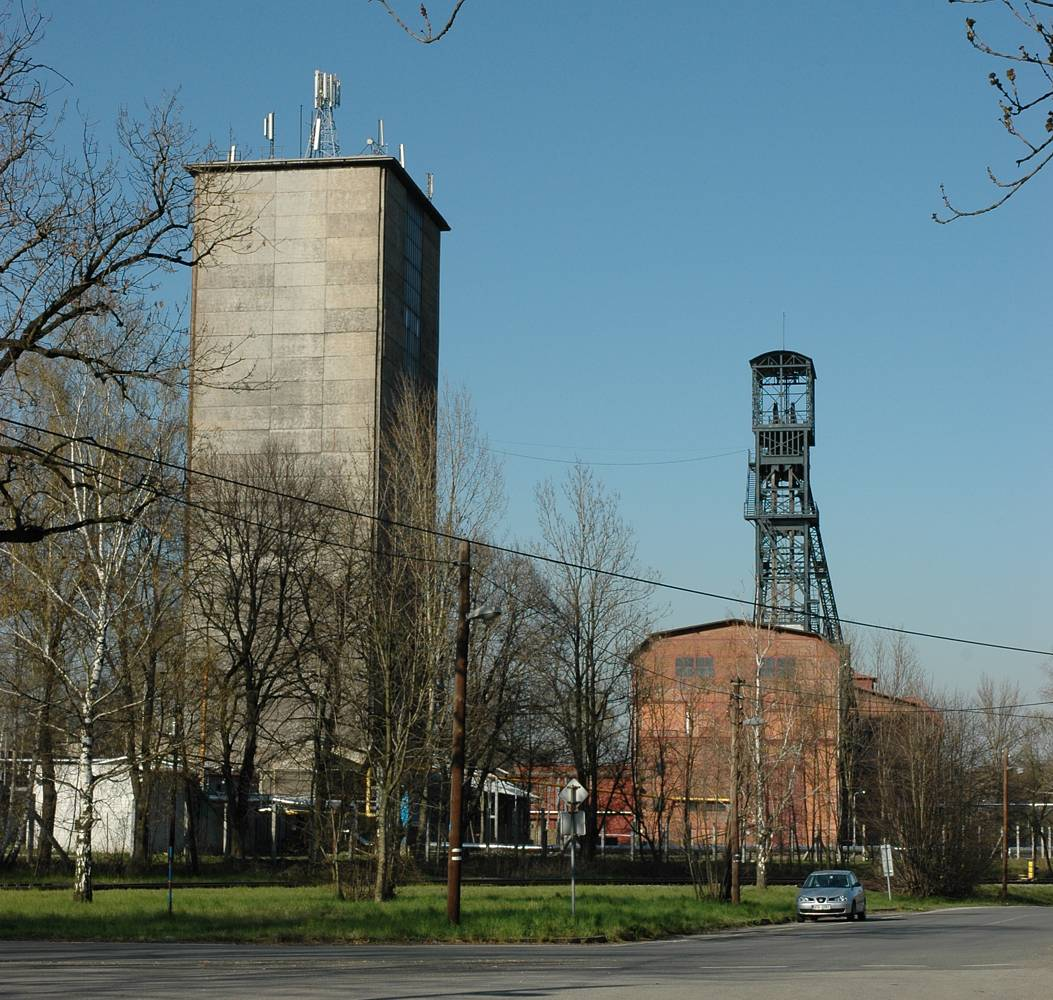
Zeche Zofie

## Geschichte
Das Dorf wurde am wahrscheinlichsten von Benediktinern gegründet, die sich 1268 in Orlau ansiedelten und wurde im Jahr 1447 als Porombka erstmals erwähnt, später Poremba. Die lechische bzw. polnische Form des Ortsnamens, d. h. mit dem Nasalvokal, verbreitet in Südpolen, dominierte lange Zeit in tschechischsprachigen sowie deutschsprachigen Urkunden, die tschechische Form ohne dem Nasalvokal – Poruba tauchte im Jahr 1724 auf. Im tschechoslowakischen Sprachgebiet ist er bekannt nur nördlich der Mährischen Pforte, weiter in der Slowakei, beide Formen bezeichnen eine „Waldlichtung“, „Kahlschlag“.
Seit 1327 bestand das Herzogtum Teschen als Lehensherrschaft des Königreichs Böhmen, seit 1526 gehörte es zur Habsburgermonarchie. Im Jahre 1573 entstand die Freie Standesherrschaft von Freistadt, der das Dorf unterstand.
In der Beschreibung Teschener Schlesiens von Reginald Kneifl im Jahr 1804 (meistens Stand aus dem Jahr 1799) war Poremba, ein zur Minder-Standesherrschaft Reichenwaldau gehöriges Dorf im Teschner Kreis, es hatte 37 Häuser mit 267 Einwohnern mährisch-schlesischer Mundart (siehe Lachische Sprache), die der Pfarrei in Orlau, in einem polnisch-schlesischsprachiger Ort, eingepfarrt waren.
Nach dem Breslauer bischöflichen Schematismus 1847 gab es 402 Dorfbewohner (393 Römisch-Katholiken, 9 Lutheraner) polnischer Sprache. Nach der Aufhebung der Patrimonialherrschaften bildete Poremba ab 1850 eine Gemeinde in Österreichisch-Schlesien, Bezirk Teschen und ab 1868 im Bezirk Freistadt. Derweil nahm die ethnographische Gruppe der schlesischen Lachen (Untergruppe der Schlesier) deutliche Gestalt an, wohnhaft in Poremba, traditionell Teschener Mundarten sprechend. Die moderne Geschichte des Orts wurde von einigen örtlichen Zechen aus dem späten 19. Jahrhundert geprägt, u. a. Alpinenschacht und Sofienschacht. Nach der Eröffnung der Montan-Bahn (1870) und der Kaschau-Oderberger Bahn (1871), sowie dem Gründerkrach aus den 1870er Jahren kam dazu in die Gegend eine große Welle von Einwanderern aus Westgalizien, in geringeren Maße aus Mähren. Poremba lag jedoch in der Nähe der sprachlichen Grenze zu der mährischen Lachischen Sprache und im Grenzbereich der Wechselwirkungen der tschechischen und polnischen Nationalbewegungen, und wurde z. B. schon von Reginald Kneifl als mährisch-schlesischsprachiger Ort bezeichnet, dann als polnischsprachiger Ort im Schematismus. Die Pfarrer in Orlau, die nach dem Jahr 1718 immer aus dem böhmischen Broumov designiert wurden, förderten oft tschechisches Nationalbewusstsein unter den örtlichen „Wasserpolaken“, jedoch ohne Erfolg in Poremba bis zum späten 19. Jahrhundert. Außerdem siedelte sich Tadeusz Reger, hervorragender, polnischer, sozialistischer Politiker (später Abgeordneter des Österreichischen Abgeordnetenhauses und des Sejm), im Jahr 1895 in Poremba an. Erst ab dem frühen 20. Jahrhundert, als allen Ernstes ein nationaler Konflikt zwischen Polen und Tschechen entflammte, dessen Kulmination der Polnisch-Tschechoslowakische Grenzkrieg im Jahr 1919 war, deklarierten viele national unentschiedene Bewohner ihre Umgangssprache in den Volkszählung im Jahr 1910 Böhmisch (=Tschechisch) (fast 40 % gegen 4 % im Jahr 1900).
1918, nach dem Zusammenbruch der k.u.k. Monarchie, wurde das Gebiet von Teschen strittig. Am 5. November laut dem Vergleich zwischen polnischen und tschechischen Nationalräten wurde Poremba ein Teil Polens, im Gegensatz zum Pfarrsitz Orlau. Die tschechoslowakische Regierung erkannte den Vergleich nicht an. Nach dem Polnisch-Tschechoslowakischen Grenzkrieg, einer nicht verwirklichten Volksabstimmung, sowie der Entscheidung des Botschafterrats der Siegermächte am 28. Juli 1920 wurde der Ort unter dem Namen Poruba ein Teil der Tschechoslowakei und des Bezirks Karviná.
1938 wurde es als Poręba an Polen angeschlossen und kam im Jahr darauf nach der Besetzung Polens kam es zum Deutschen Reich (Landkreis Teschen).
1946 wurde Poruba nach Orlová eingemeindet. In den 1960er Jahren begann der Bau des neuen sozialistischen Orlová im Stadtteil Lutyně, Poruba wurde jedoch nicht so entvölkert wie das alte Orlová oder Lazy.

### Einwohnerentwicklung
| Jahr      | 1869 | 1880 | 1890 | 1900 | 1910 | 1921 | 1930 | 1950 | 1961 | 1970 | 1980 | 1991 | 2001 |
| --------- | ---- | ---- | ---- | ---- | ---- | ---- | ---- | ---- | ---- | ---- | ---- | ---- | ---- |
| Einwohner | 607  | 811  | 1000 | 1626 | 2753 | 3494 | 4247 | 4432 | 6490 | 6563 | 6174 | 5538 | 5542 |

1. ↑  Darunter: 781 (97,6 %) polnischsprachig, 3 (0,4 %) tschechischsprachig, 40 (5,2) deutschsprachig;
2. ↑  Darunter: 809 (95,4 %) polnischsprachig, 1 (0,1 %) tschechischsprachig, 38 (4,5 %) deutschsprachig;
3. ↑  Darunter: 810 (98,4 %) polnischsprachig, 67 (4,2 %) tschechischsprachig, 28 (1,8 %) deutschsprachig;
4. ↑  Darunter: 1617 (59,5 %) polnischsprachig, 1058 (38,9 %) tschechischsprachig, 45 (1,6 %) deutschsprachig; 2477 (90 %) römisch-katholisch, 231 (8,4 %) evangelisch, 33 (1,2 %) israelitisch;